# Ярускасы
Ярускасы́ (чув. Ярăска) — деревня в Чебоксарском районе Чувашской Республики. Входит в состав Кшаушского сельского поселения.

## География
Находится в северной части Чувашии на расстоянии приблизительно 12 км на запад-юго-запад по прямой от районного центра поселка Кугеси на левом берегу реки Ошнауши.

## История
Известна с 1747 года как выселок деревни Малые Мамки (ныне в составе Ярускасов) с населением 45 мужчин. В 1763 году было учтено 70 мужчин, в 1795 — 30 дворов, 228 жителей, в 1858—102 жителя, в 1906 — 31 двор, 160 жителей, в 1926 — 29 дворов, 143 жителя, в 1939—197 жителей, 1979—143. В 2002 году было 39 дворов, 2010 — 41 домохозяйство. В период коллективизации образован колхоз «Комбайн», в 2010 году работало ФГУП "Учебно-опытное хозяйство «Приволжское».

## Население
Постоянное население составляло 104 человека (чуваши 96 %) в 2002 году, 104 в 2010.